# Мазоку
Мазоку (порт. Mazouco)  —  район (фрегезия) в Португалии,  входит в округ Браганса. Является составной частью муниципалитета  Фрейшу-де-Эшпада-а-Синта. По старому административному делению входил в провинцию Траз-уж-Монтиш и Алту-Дору. Входит в экономико-статистический  субрегион Доуру, который входит в Северный регион. Население составляет 206 человек на 2001 год. Занимает площадь 18,81 км².